# Вороньки (Черниговская область)
Вороньки́ (укр. Вороньки́) — село, расположенное на территории Бобровицкого района Черниговской области (Украина) на берегу реки Супий.

## Этимология названия
Название села происходит от притоки р. Супий — Вороницы, несуществующей сейчас. Народная этимология: якобы тут ранее жило много воров коней. Как рассказывали старожилы, они однажды на ярмарке шкатулку украли.

## История
С пересказов известно, что через Вороньки проходил чумацкий путь. С 1782 году селом владел черниговский губернатор генерал-адъютант А. С. Милорадович, в XIX веке — помещик Кочубей. В 1859 году декабристы С. Г. Волконский с женой, а с 1873 года — А. В. Поджио, поселились в Вороньках, где жила дочь Волконских Елена, что была в браке с Н. А. Кочубеем (хозяин Вороньков). Над их могилами по проекту А. Ю. Ягна была возведена церковь-усыпальница (до наших дней не сохранилась).
В 1975 году по проекту архитектора О. К. Стукалова был сооружён мемориальный комплекс в честь декабристов.
Известно, что наследник Волконских М. Н. Кочубей владел большой библиотекой отечественной и зарубежной литературы, которая бесследно исчезла после оккупации Вороньков немцами в 1943 г.